# Christoph Quest
Christoph Quest (* 8. Oktober 1940 in Berlin; † 18. Januar 2020 ebenda) war ein deutscher Schauspieler, Regisseur und Schriftsteller.

## Leben

### Ausbildung und frühe Theaterstationen
Der Sohn des Schauspielers und Regisseurs Hans Quest und der Schauspielerin Charlotte Witthauer wuchs in München auf und erhielt dort seine künstlerische Ausbildung an der Otto-Falckenberg-Schule. Sein erstes Theaterengagement brachte ihn nach Freiburg. Es folgten Verpflichtungen, die ihn zunächst nach Kiel und Wuppertal führten. In Berlin sahen Zuschauer ihn am Schillertheater und an der Freien Volksbühne, in Hamburg trat Quest am Thalia-Theater und am Schauspielhaus auf. Es folgten Engagements an das Schauspielhaus Düsseldorf und das Schauspielhaus Zürich. Zu seinen wichtigsten Theaterrollen zählten der Prospero in William Shakespeares Der Sturm, der Helmer in Henrik Ibsens Nora, der Konsul Bernick in Stützen der Gesellschaft desselben Autors sowie die Titelrollen in Othello, Nathan der Weise und Faust. Zu seinen Regisseuren zählten Peter Zadek, George Tabori, Jürgen Flimm und Hans Hollmann.

### Opernengagements
Seit 1999 trat Christoph Quest auch an der Oper auf und führte dort Regie. Einen frühen Erfolg feierte er mit dem Bassa Selim in Mozarts dreiaktigem Singspiel Die Entführung aus dem Serail. Für zwei Fernsehfassungen (2000 und 2011) nahm er diese Rolle erneut auf. An der Oper Frankfurt inszenierte er in den 2000er Jahren auch mehrfach, so etwa im März 2007 Udo Zimmermanns Weiße Rose. Operngastspiele führten Quest zur La Monnaie nach Brüssel, ans Genfer Opernhaus, an den Covent Garden nach London, an das Gran Teatre del Liceu in Barcelona sowie an die Oper von Atlanta. Ein heimisches Engagement brachte Quest auch an die Staatsoper Unter den Linden in Berlin.

### Film- und Fernseharbeit
Seit seinem Debüt mit dem kleinen Part des Offiziers von Gebsattel in der Mann-Verfilmung Wälsungenblut (1964) stand Quest auch regelmäßig vor der Kamera. Bereits im Jahr darauf trat er erstmals gemeinsam mit seinem Vater Hans auf: in Peter Schulze-Rohrs NDR-Produktion Über Deutschland. Christoph Quest spielte seitdem, vor allem für das Fernsehen, in einer Fülle von Einzelproduktionen, später, nunmehr kahlköpfig geworden, auch immer wieder gastweise in Serien. In der Serie SK Kölsch war er der Kriminalkommissar Heinrich Haupt. Neben zahllosen Nebenrollen verkörperte er 1989 mit dem Jesus in Es wäre gut, dass ein Mensch würde umbracht für das Volk auch eine seiner wenigen Hauptrollen vor der Kamera.

### Weitere Aktivitäten
Bereits seit frühen Jahren nahm Christoph Quest auch an zahlreichen Hörfunksendungen teil. Anfang der 1970er-Jahre hat er überdies mehrfach Filme synchronisiert.
Als Schriftsteller veröffentlichte er 1995 den Gedichtband Das Morgentor, 2009 den Erzählband Menschenkinder sowie 2012 den Gedichtband Ein Glockenton und das Theaterstück Wie ein Hauch.

### Privates
Aus der Ehe mit der Malerin Doris Quest hatte Christoph Quest zwei Söhne. Seit 2009 lebte er mit seiner Familie in einem nach seinen Entwürfen gestalteten Haus in Wilhelmshorst.
Aus seiner vorherigen Ehe mit Frauke Quest hatte er ebenfalls zwei Söhne.
Quest starb am 18. Januar 2020 im Alter von 79 Jahren, zwei Wochen nach seiner Ehefrau Doris, in der Berliner Charité an den Folgen eines Herzleidens. Am 24. Januar 2020 wurde das Paar gemeinsam beerdigt.

## Filmografie
als Schauspieler beim Fernsehen, wenn nicht anders angegeben
| - 1964: Wälsungenblut (Kino) - 1965: Niemandsland - 1965: Die eigenen vier Wände - 1965: Über Deutschland - 1969: Goya - 1970: Tartuffe oder Der Betrüger - 1970: Der Besuch - 1972: Flint - 1972: Das Klavier - 1974: Hamburg Transit (eine Folge) - 1974: Ein ganz perfektes Ehepaar - 1975: Polly oder Die Bataille am Bluewater Creek - 1975–1978: PS (mehrere Folgen) - 1978: Union der festen Hand - 1978: Das Wunder der Erziehung - 1978: Geschichten aus der Zukunft (Fernsehserie) - 1979: 1 + 1 = 3 (Kino) - 1980: Sonntagskinder (Kino) - 1982: Muttertreu - 1983: Die Geschwister Oppermann - 1983/1984: Matt in 13 Zügen (Serie) - 1985: Lindhoops Frau - 1986: Wanderung durch die Mark Brandenburg - 1986: Väter und Söhne (Mehrteiler) - 1988: Spielergeschichten (mehrere Folgen) - 1988: Tatort – Spuk aus der Eiszeit - 1989: Die Staatskanzlei - 1991: Es wäre gut, daß ein Mensch würde umbracht für das Volk - 1993: Stadtklinik (mehrere Folgen) | - 1995: Eine Frau wird gejagt - 1995: Balko (eine Folge) - 1995: Hallo, Onkel Doc! (eine Folge) - 1996: SK Babies (eine Folge) - 1997: Post Mortem – Der Nuttenmörder - 1997–1999: Tanja (Serie) - 1998: Parkhotel Stern (eine Folge) - 1998: Der König: Folge Dr. med. Mord - 1998: Nicht von schlechten Eltern (eine Folge) - 1998, 2004: Alarm für Cobra 11 – Die Autobahnpolizei (zwei Folgen) - 1999: Rosa Roth (eine Folge) - 1999: Dr. Stefan Frank – Der Arzt, dem die Frauen vertrauen – Leben und Freiheit - 1999: Der Clown (eine Folge) - 1999: S.O.S. Barracuda: Der Tod spielt Roulette (Fernsehfilm) - 1999–2006: SK Kölsch (Serie) - 2000: Gefährliche Träume – Das Geheimnis einer Frau - 2000: Ben & Maria – Liebe auf den zweiten Blick - 2000: Die Entführung aus dem Serail - 1999–2002: Herzschlag – Das Ärzteteam Nord (42 Folgen) - 2001–2006: SOKO Leipzig (drei Folgen) - 2002: Tatort – Zartbitterschokolade - 2002: Edgar Wallace – Die vier Gerechten - 2002: Der kleine Mönch (eine Folge) - 2002: Boat Trip (Kino) - 2004: Edel & Starck (zwei Folgen) - 2005: Im Namen des Gesetzes (eine Folge) - 2006: Pfarrer Braun: Kein Sterbenswörtchen - 2011: Die Entführung aus dem Serail - 2011: Die Frau ohne Schatten |

## Hörspiele
- 1969: Dylan Thomas: Unter dem Milchwald – Regie: Raoul Wolfgang Schnell (Hörspiel – BR/WDR)
- 1970: Helmut Heißenbüttel: Zwei oder drei Porträts – Regie: Heinz Hostnig (Hörspiel – BR/NDR/SR)
- 1978: Alfred Andersch: Die Brandung von Hossegor – Regie: Otto Düben (Hörspiel – NDR/HR/SR/WDR)
- 1986: Arno Schmidt: Massenbach. Historische Revue – Regie: Jörg Jannings, Hörspielbearbeitung: Erwin Neuner (Hörspiel – NDR)
- 2001: Detlef Bluhm: Das Geheimnis des Hofnarren – Regie: Ulrike Brinkmann (Hörspiel – DeutschlandRadio Berlin)